# Heaven Baby
Heaven Baby è il secondo singolo della cantante statunitense Brooke Hogan pubblicato dall'album Undiscovered, col quale ha fatto il suo debutto nel mondo della musica.